# Черепинка
Черепи́нка — село в Україні, у Тетіївській міській громаді Білоцерківського району Київської області. Розташоване на обох берегах річки Костянка (притока Молочної) за 14 км на північний схід від міста Тетіїв. Населення становить 208 осіб (станом на 1 липня 2021 р.).

## Історія
Первісно було частиною Черепина. Зараз село є самостійним поселенням та поділяється на такі «кутки»: Село (центр), 1-а сотня, Хохичівка, Магерівка (від прізвищ першопоселенців), Куряча, Куявщина.
Село дуже постраждало під час Голодомору 1932—1933 років — загинуло 505 осіб.

## Галерея

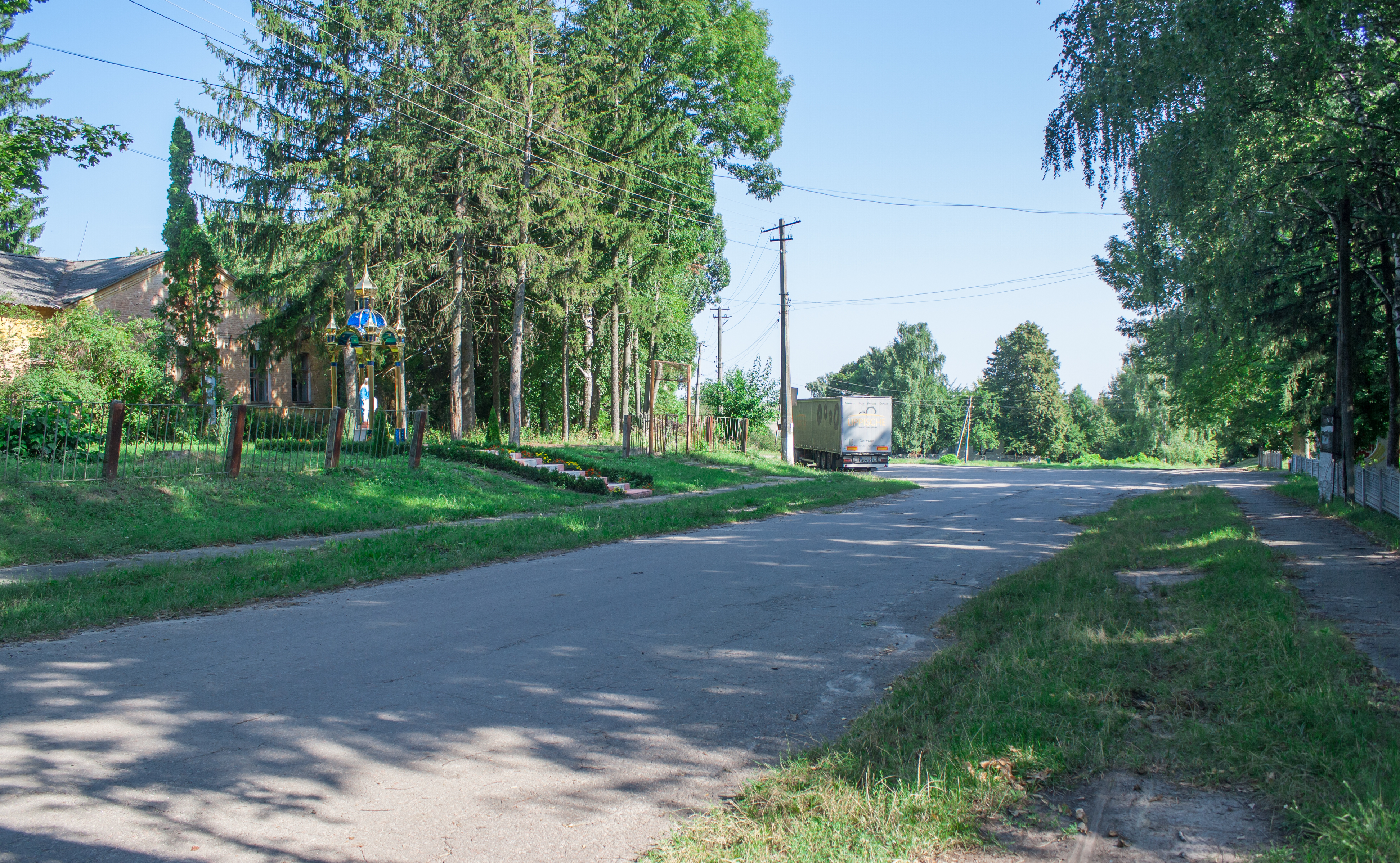
Центр села
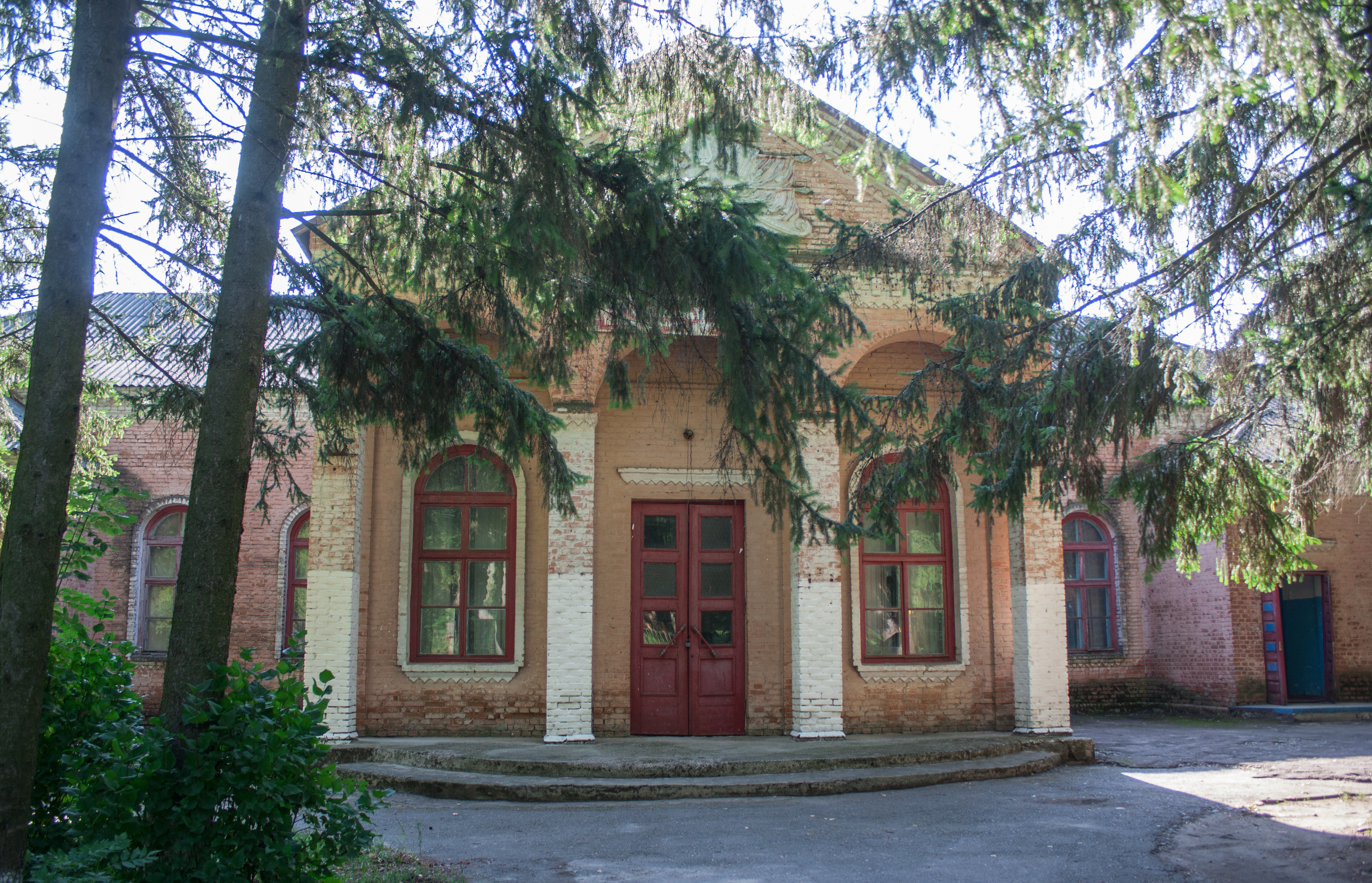
Будинок культури
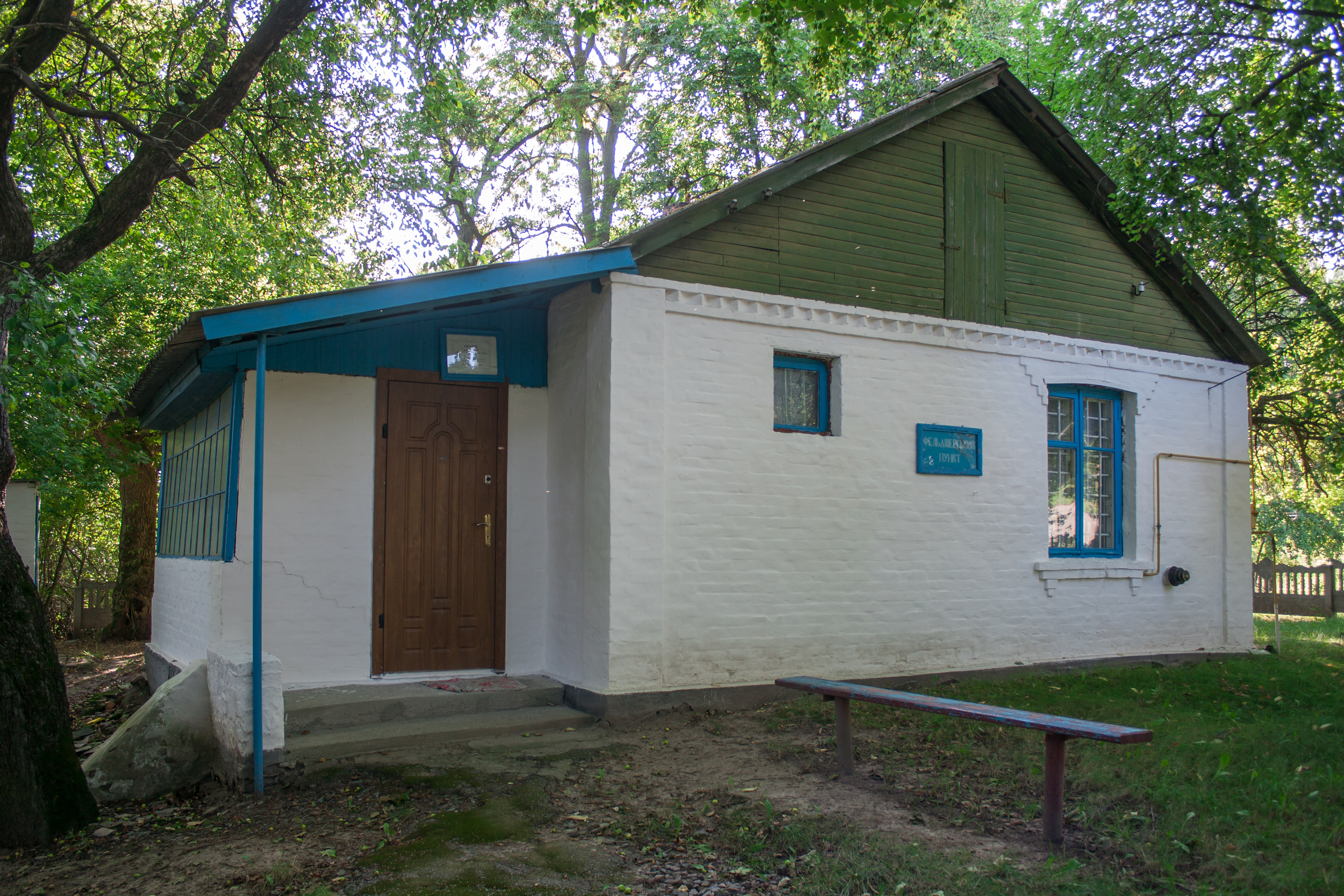
Фельдшерський пункт
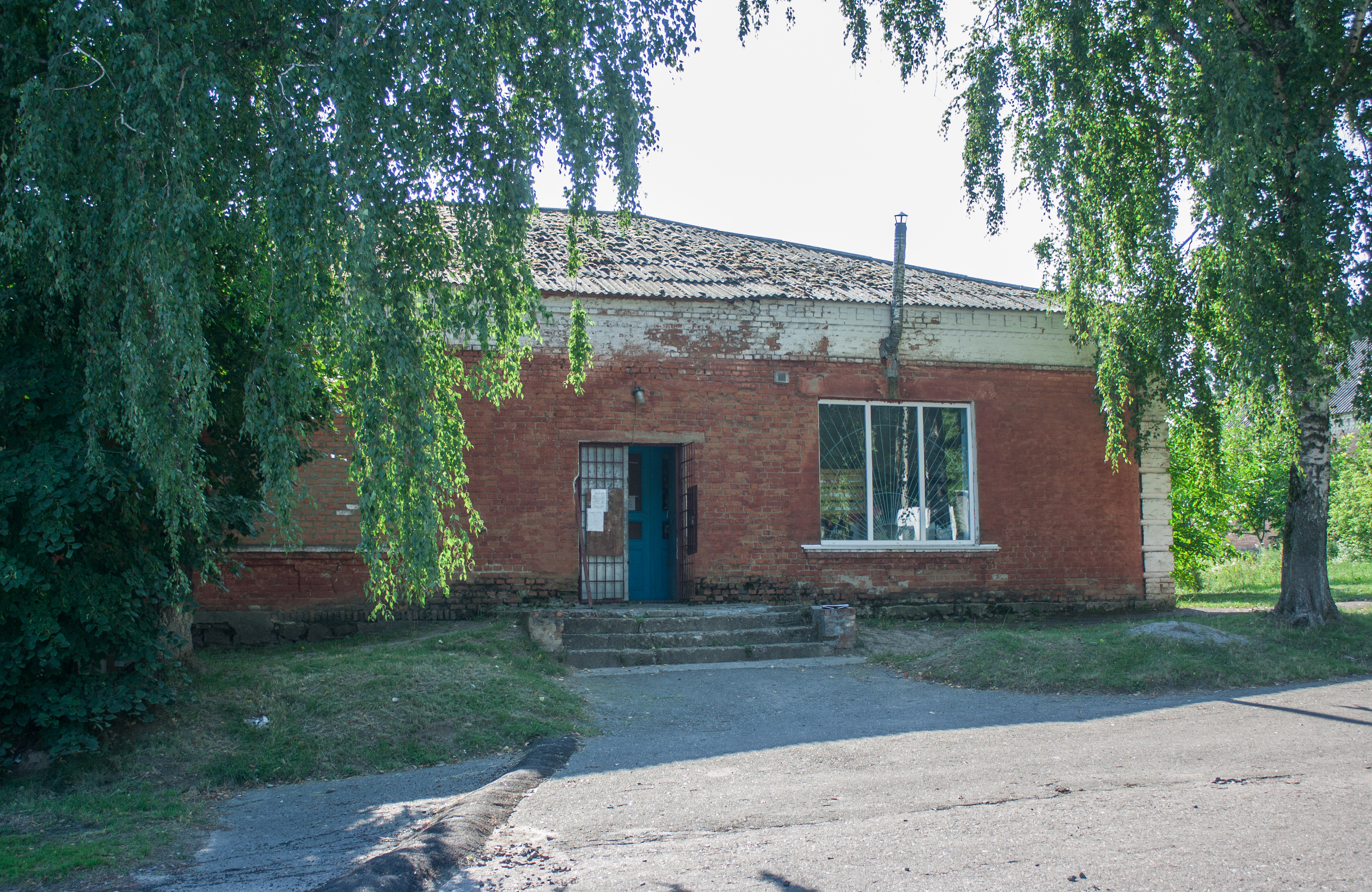
Магазин
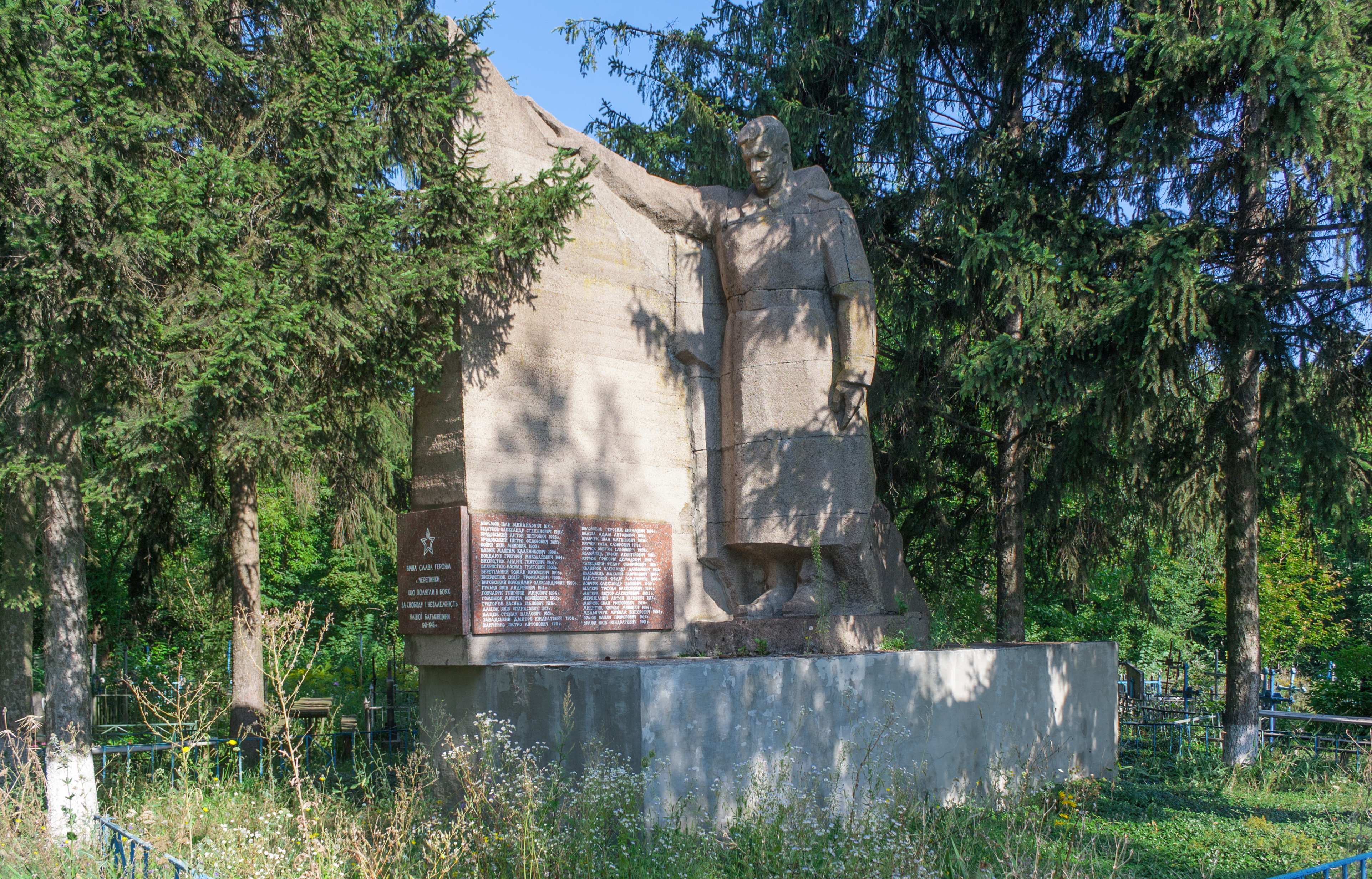
Пам'ятник воїнам-односельцям
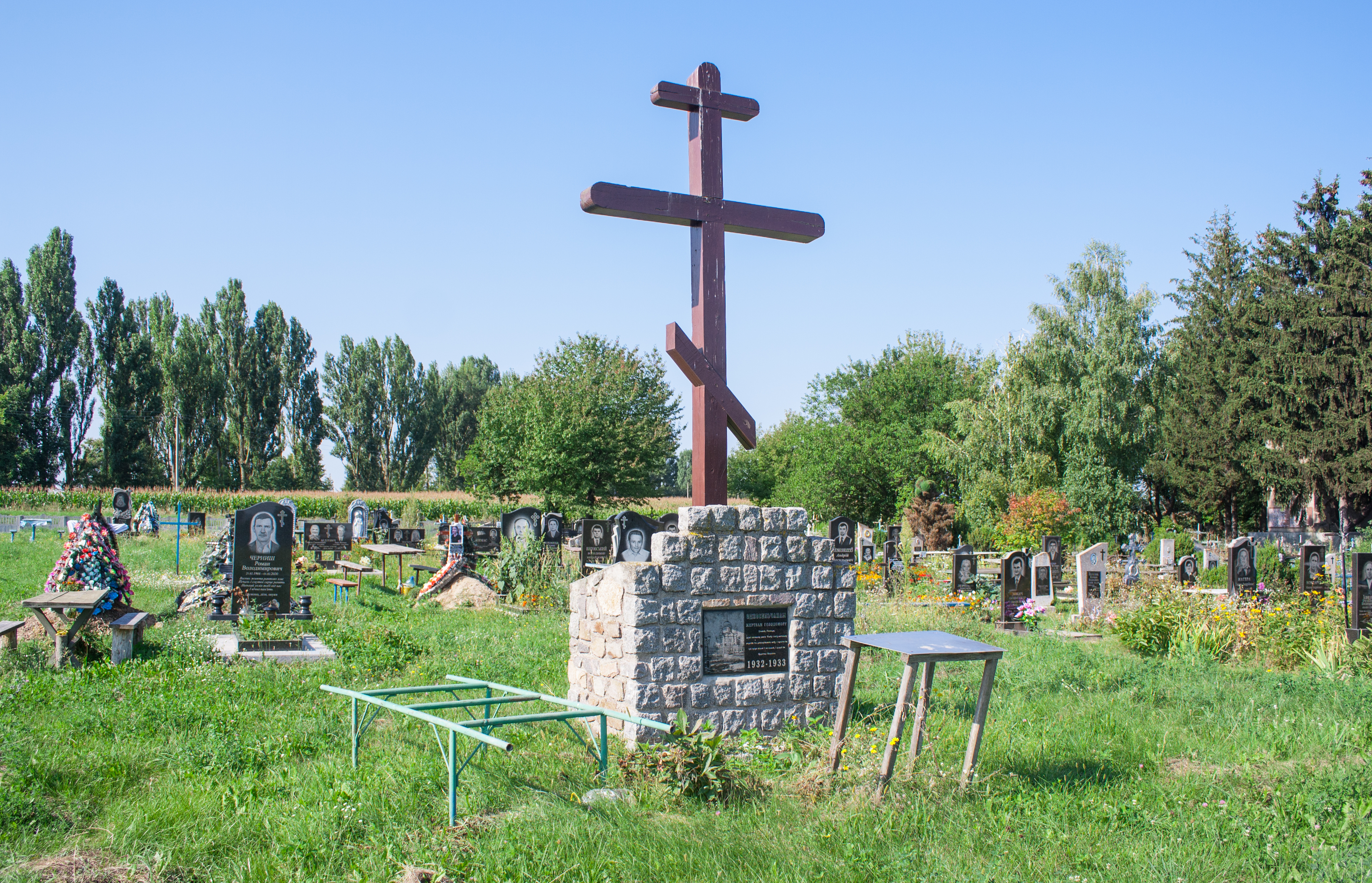
Пам'ятний знак жертвам Голодомору